# Campionati italiani di triathlon olimpico no draft del 2019
I Campionati italiani di triathlon olimpico no draft del 2019 (VII edizione) sono stati organizzati dalla Federazione Italiana Triathlon e si sono tenuti a Iseo in Lombardia, in data 13 luglio 2019.
Tra gli uomini ha vinto Michele Sarzilla (Raschiani Tri Pavese), mentre la gara femminile è andata a Ilaria Zane (DDS).

## Risultati

### Élite uomini
| Pos. | Atleta                        | Società sportiva         | Nuoto   | Bici    | Corsa   | Totale  |
| ---- | ----------------------------- | ------------------------ | ------- | ------- | ------- | ------- |
|      | Michele Sarzilla              | Raschiani Tri Pavese     | 0:18:36 | 1:15:26 | 0:34:02 | 2:09:54 |
|      | Mattia Ceccarelli             | Cesena Triathlon         | 0:19:01 | 1:12:40 | 0:36:40 | 2:10:30 |
|      | Federico Spinazzè             | Silca Ultralite          | 0:19:35 | 1:15:08 | 0:35:15 | 2:12:03 |
| 4    | Elia Mozzachiodi              | Spezia Triathlon         | 0:18:34 | 1:15:21 | 0:36:27 | 2:12:21 |
| 5    | Michelangelo Parmigiani       | Triathlon Team Riccione  | 0:18:39 | 1:15:50 | 0:37:51 | 2:14:20 |
| 6    | Stefano Rigoni                | Run Ran Run Triathlon    | 0:18:32 | 1:17:45 | 0:38:21 | 2:16:39 |
| 7    | Emanuele Faraco               | Terra dello Sport        | 0:19:41 | 1:18:57 | 0:36:02 | 2:16:44 |
| 8    | Bruno Pasqualini              | Torino Triathlon         | 0:24:04 | 1:14:44 | 0:35:59 | 2:17:07 |
| 9    | Valerio Patanè                | CUS Pro Patria Milano    | 0:19:03 | 1:20:22 | 0:36:01 | 2:17:27 |
| 10   | Francesco Floriano Nicolardi  | Raschiani Tri Pavese     | 0:19:09 | 1:18:21 | 0:38:04 | 2:17:41 |
| 11   | Luca Bonazzi                  | Freezone                 | 0:23:04 | 1:16:02 | 0:36:47 | 2:17:54 |
| 12   | Federico Gregorio Incardona   | No Limits Friends        | 0:20:59 | 1:17:43 | 0:36:59 | 2:17:57 |
| 13   | Cristiano Iuliano             | Tri Evolution            | 0:21:43 | 1:16:21 | 0:37:44 | 2:18:35 |
| 14   | Emanuele Grenti               | CUS Parma                | 0:20:01 | 1:19:35 | 0:37:18 | 2:19:02 |
| 15   | Alessandro Terranova          | Just Triathlon           | 0:20:56 | 1:20:58 | 0:36:12 | 2:20:22 |
| 16   | Pierluigi Senor               | Team Ladispoli Triathlon | 0:24:51 | 1:15:14 | 0:37:51 | 2:20:39 |
| 17   | Michele Marchelli             | Kino Mana                | 0:23:44 | 1:17:13 | 0:37:39 | 2:21:08 |
| 18   | Matteo Massimiliano Marchisio | CUS Torino Triathlon     | 0:22:48 | 1:18:49 | 0:37:36 | 2:21:32 |
| 19   | Carlo Angelucci               | CUS Parma                | 0:23:43 | 1:19:57 | 0:36:08 | 2:22:15 |
| 20   | Alessandro Borgialli          | Base Running Triathlon   | 0:20:00 | 1:21:17 | 0:38:31 | 2:22:18 |

### Élite donne
| Pos. | Atleta                       | Società sportiva          | Nuoto   | Bici    | Corsa   | Totale  |
| ---- | ---------------------------- | ------------------------- | ------- | ------- | ------- | ------- |
|      | Ilaria Zane                  | DDS                       | 0:20:33 | 1:24:56 | 0:38:52 | 2:26:15 |
|      | Margie Santimaria            | PPRTeam                   | 0:20:40 | 1:28:33 | 0:40:38 | 2:32:06 |
|      | Chiara Ingletto              | Firenze Triathlon         | 0:25:35 | 1:32:08 | 0:40:35 | 2:40:20 |
| 4    | Vittoria Bergamini           | Riviera Triathlon 92      | 0:20:31 | 1:32:08 | 0:48:38 | 2:43:35 |
| 5    | Cristina Sironi              | CUS Pro Patria Milano     | 0:25:37 | 1:30:18 | 0:45:15 | 2:44:12 |
| 6    | Nicole Caironi               | Raschiani Tri Pavese      | 0:23:09 | 1:35:46 | 0:43:00 | 2:44:14 |
| 7    | Arianna Valenti              | Raschiani Tri Pavese      | 0:28:29 | 1:32:24 | 0:40:41 | 2:44:31 |
| 8    | Silvia Vezzini               | Canottieri Salò           | 0:30:39 | 1:24:31 | 0:47:24 | 2:45:19 |
| 9    | Serena Mattavelli            | Valdigne Triathlon        | 0:25:06 | 1:34:49 | 0:43:44 | 2:46:20 |
| 10   | Federica Cernigliaro         | Magma Team                | 0:24:22 | 1:37:35 | 0:43:33 | 2:48:18 |
| 11   | Silvia Merola                | Latina Triathlon          | 0:29:07 | 1:32:59 | 0:46:39 | 2:51:37 |
| 12   | Alberta Miori                | Fersentri                 | 0:28:28 | 1:34:26 | 0:46:24 | 2:51:47 |
| 13   | Roberta Maule                | Verona Triathlon Km       | 0:30:51 | 1:35:36 | 0:43:21 | 2:52:21 |
| 14   | Gloria Cisotto               | Stradivari Triathlon Team | 0:24:43 | 1:38:01 | 0:47:43 | 2:52:59 |
| 15   | Eleonora Bado                | Padova Triathlon          | 0:27:38 | 1:37:11 | 0:46:11 | 2:53:26 |
| 16   | Stefania Grazia Maria Moneta | ARC Busto Arsizio         | 0:24:25 | 1:38:14 | 0:48:21 | 2:53:29 |
| 17   | Alessia Ligugnana            | CUS Pro Patria Milano     | 0:25:44 | 1:36:52 | 0:47:55 | 2:53:51 |
| 18   | Giulia Piolanti              | Porta Saragozza Bologna   | 0:26:08 | 1:36:34 | 0:48:58 | 2:54:28 |
| 19   | Nicoletta Santonocito        | Magma Team                | 0:20:37 | 1:35:06 | 0:56:22 | 2:54:40 |
| 20   | Elena Saibene                | Zerotri 1 Como            | 0:25:43 | 1:36:20 | 0:50:56 | 2:56:04 |

## Campioni per categoria
| Categoria | Uomini              | Uomini               | Donne                | Donne                 |
| Categoria | Società             | Atleta               | Società              | Atleta                |
| --------- | ------------------- | -------------------- | -------------------- | --------------------- |
| Senior 1  | Federico Spinazzè   | Silca Ultralite      | Vittoria Bergamini   | Riviera Triathlon 92  |
| Senior 2  | Elia Mozzachiodi    | Spezia Triathlon     | Arianna Valenti      | Raschiani Tri Pavese  |
| Senior 3  | Michele Sarzilla    | Raschiani Tri Pavese | Margie Santimaria    | PPRTeam               |
| Senior 4  | Matteo M. Marchisio | CUS Torino Triathlon | Nicole Caironi       | Raschiani Tri Pavese  |
| Master 1  | Cristiano Iuliano   | Tri Evolution        | Cristina Sironi      | CUS Pro Patria Milano |
| Master 2  | Bruno Pasqualini    | Torino Triathlon     | Silvia Vezzini       | Canottieri Salò       |
| Master 3  | Giovanni Maiello    | Virtus               | Monica Ferrari       | Verona Triathlon Km   |
| Master 4  | Angelo Cavalleretti | Spartacus Trilecco   | Stefania G.M. Moneta | ARC Busto Arsizio     |
| Master 5  | Enrico Salini       | Fdm Tri              | Luisella Iabichella  | Road Runners          |
| Master 6  | Giancarlo Pittoni   | Road Runners         | Rossella Carletti    | CUS Ferrara           |
| Master 7  | Michele Vanzi       | T.D. Rimini          |                      |                       |
| Master 8  | Eros Tassinari      | T.D. Rimini          |                      |                       |